# Pol-e Homri
Pol-e Homri (másképp Pol-e Khumri, Pul-i-Khumri, arab írással پل خمری  [Pol-e Ḫomri]) város Afganisztán északi részén, 2007-től Baglán tartomány székhelye. Lakosainak száma 2002-es becslés szerint 60 ezer, amellyel az ország 7. legnagyobb városa. Itt található az MH Tartományi Újjáépítési Csoport központja.

## Leírása
A város legnagyobb etnikai csoportja a tádzsik. Lakosai főleg perzsa nyelven beszélnek.

## Fekvése
Pol-e Homrin folyik keresztül a Kunduz folyó, és a város közelében a folyónak két gátja is megtalálható: az Awalin és a Doyam gát, amelyek áramot termelnek, de öntözővíz tárolására is szolgálnak. A Kunduz vize a környék több ezer hektár földjét öntözi.

## Gazdasága
Itt Pol-e Khomriban épült 1959-ben Afganisztán első cementgyára Csehszlovákia támogatásával. Az üzem tulajdonosa Hamid Karzai testvére, Mahmud Karzai. 
A helyi malom mögötti dombról mészkövet ásnak ki.
Karkari városán kívül egy szénbánya is található.
Baghla egész tartományában az öntözésre használt gátaknak köszönhetően élénk növénytermesztés folyik: a burgonya, kukorica és a hüvelyesek mellett a rizs a leggyakrabban termesztett növény. Gyümölcsei főleg a dinnye, alma, körte, őszibarack, cseresznye és sárgabarack. 
Tartományi újjáépítési csapat

## Történelem
Az Északi Szövetség 2001. november 11-én heves harcok után űzte el a tálibokat a városból.